# Comuna Moravske Toplice
Moravske Toplice (Občina Moravske Toplice) este o comună din Slovenia, cu o populație de 6.151 de locuitori (2002).

## Localități
Andrejci, Berkovci, Bogojina, Bukovnica, Čikečka vas, Filovci, Fokovci, Ivanci, Ivanjševci, Ivanovci, Kančevci, Krnci, Lončarovci, Lukačevci, Martjanci, Mlajtinci, Moravske Toplice, Motvarjevci, Noršinci, Pordašinci, Prosenjakovci, Ratkovci, Sebeborci, Selo, Središče, Suhi Vrh, Tešanovci, Vučja Gomila